# Floirac (Gironda)
Floirac é uma comuna francesa na região administrativa da Nova Aquitânia, no departamento da Gironda. Estende-se por uma área de 8,59 km². Em 2010 a comuna tinha 17 977 habitantes (densidade: 2 092,8 hab./km²).960 hab/km².